# Nodulospora inconstans
Nodulospora inconstans är en svampart som beskrevs av Marvanová & Bärl. 2000. Nodulospora inconstans ingår i släktet Nodulospora, divisionen basidiesvampar och riket svampar.   Inga underarter finns listade i Catalogue of Life.